# Primer ministre d'Escòcia
El primer ministre d'Escòcia (anglès: First Minister of Scotland, gaèlic escocès: Prìomh Mhinistear na h-Alba, escocès: Heid Meinister o Scotland) és el líder polític d'Escòcia i cap del Govern Escocès. El primer ministre presideix el gabinet ministerial escocès i és responsable principalment de la formulació, desenvolupament i presentació de la política de govern escocesa. Les funcions addicionals del primer ministre inclouen la promoció i representació d'Escòcia en capacitat oficial i la responsabilitat sobre afers constitucionals.
El primer ministre és diputat del Parlament Escocès (MSP, de Member of the Scottish Parliament) i és nomenat pel Parlament Escocès abans de ser nomenat oficialment pel monarca. Els membres del gabinet i altres ministres del govern escocès, així com els agents de l'ordre, són nomenats pel primer ministre. Com a cap del govern escocès, el primer ministre és responsable directe de les accions del Parlament Escocès i les accions del govern en tot el seu abast.
Humza Yousaf va assumir el càrrec de primer ministre d'Escòcia el 29 de març de 2023, però va dimitir el 29 d'abril de 2024 Humza Yousaf després de trencar el govern amb el Partit Verd Escocès per l'abandonament del compromís de reduir les emissions de gasos d'efecte hivernacle en un 75% per al 2023, i per la presentació de sengles mocions de confiança del Partit Conservador Escocès i el Partit Laborista Escocès. John Swinney fou escollit pel seu partit per liderar el partit i ser primer ministre d'Escòcia el 6 de maig de 2024.

## Llista de primers ministres (1999-actualitat)
|  |    | Nom             | Foto | Inici del mandat       | Fi del mandat          | Partit                  | Govern                                                                               |
|  | -- | --------------- | ---- | ---------------------- | ---------------------- | ----------------------- | ------------------------------------------------------------------------------------ |
|  | 1. | Donald Dewar    |      | 17 de maig de 1999     | 11 d'octubre del 2000  | Laborista               | Dewar Laborista – Liberal demòcrata                                                  |
|  | –  | Jim Wallace     |      | 11 d'octubre del 2000  | 27 d'octubre del 2000  | Liberal Demòcrates      | Dewar Laborista – Liberal demòcrata                                                  |
|  | 2. | Henry McLeish   |      | 27 d'octubre del 2000  | 8 de novembre del 2001 | Laborista               | McLeish Laborista – Liberal demòcrata                                                |
|  | –  | Jim Wallace     |      | 8 de novembre del 2001 | 27 de novembre de 2001 | Liberal Demòcrates      | McLeish Laborista – Liberal demòcrata                                                |
|  | 3. | Jack McConnell  |      | 27 de novembre de 2001 | 16 de maig de 2007     | Laborista               | McConnell I Laborista – Liberal demòcrata McConnell II Laborista – Liberal demòcrata |
|  | 4. | Alex Salmond    |      | 17 de maig de 2007     | 18 de novembre de 2014 | Partit Nacional Escocès | Salmond I SNP (minoria) Salmond II SNP                                               |
|  | 5. | Nicola Sturgeon |      | 20 de novembre de 2014 | 28 de març de 2023     | Partit Nacional Escocès | Sturgeon I SNP Sturgeon II SNP (minoria) Sturgeon III SNP – Verd                     |
|  | 6. | Humza Yousaf    |      | 29 de març de 2023     | 7 maig 2024            | Partit Nacional Escocès | Yousaf SNP – Verd                                                                    |
|  | 7. | John Swinney    |      | 8 maig 2024            | Titular actual         | Partit Nacional Escocès | Swinney SNP (minoria)                                                                |